# Liste der Premierminister von Tuvalu

Staatsflagge von Tuvalu

Dies ist die Liste der Premierminister von Tuvalu.
| Foto | Name                             | Lebenszeit | Amtszeit                               |
| ---- | -------------------------------- | ---------- | -------------------------------------- |
|      | Toaripi Lauti                    | 1928–2014  | 1. Oktober 1978 – 8. September 1981    |
|      | Tomasi Puapua                    | * 1938     | 8. September 1981 – 16. Oktober 1989   |
|      | Bikenibeu Paeniu                 | * 1956     | 16. Oktober 1989 – 12. Dezember 1993   |
|      | Kamuta Latasi                    | * 1936     | 12. Dezember 1993 – 23. Dezember 1996  |
|      | Bikenibeu Paeniu                 | s. o.      | 23. Dezember 1996 – 14. April 1999     |
|      | Ionatana Ionatana                | 1938–2000  | 14. April 1999 – 8. Dezember 2000      |
|      | Lagitupu Tuilimu (kommissarisch) |            | 8. Dezember 2000 – 24. Februar 2001    |
|      | Faimalaga Luka                   | 1940–2005  | 24. Februar 2001 – 7. Dezember 2001    |
|      | Koloa Talake                     | 1934–2008  | 13. Dezember 2001 – 2. August 2002     |
|      | Saufatu Sopoanga                 | 1952–2020  | 2. August 2002 – 27. August 2004       |
|      | Maatia Toafa (kommissarisch)     | * 1954     | 27. August 2004 – 11. Oktober 2004     |
|      | Maatia Toafa                     | s. o.      | 11. Oktober 2004 – 14. August 2006     |
|      | Apisai Ielemia                   | 1955–2018  | 14. August 2006 – 29. September 2010   |
|      | Maatia Toafa                     | s. o.      | 29. September 2010 – 24. Dezember 2010 |
|      | Willy Telavi                     | * 1954     | 24. Dezember 2010 – 1. August 2013     |
|      | Enele Sopoaga                    | * 1956     | 5. August 2013 – 19. September 2019    |
|      | Kausea Natano                    | * 1957     | 19. September 2019 – 26. Februar 2024  |
|      | Feleti Teo                       | * 1962     | 26. Februar 2024 – amtierend           |